# Pauline Elisabeth von Baden
Pauline Sophie Elisabeth Marie von Baden (Karlsruhe, 18 de dezembro de 1835 — Karlsruhe, 15 de maio de 1891) foi uma das quatro filhas de Guilherme de Baden.
Está sepultada na Capela Sepulcral de Karlsruhe.